# Grupo de la isla James Ross
El grupo de la isla James Ross es un archipiélago ubicado en el extremo noreste de la península Antártica.

## Toponimia
Recibe su nombre de la isla James Ross, la cual fue cartografiada en octubre de 1903 por la Expedición Antártica Sueca bajo la dirección de Otto Nordenskjöld. Él la llamó así en honor a James Clark Ross, el líder de la expedición británica a esta área en 1842, quien descubrió e hizo una trazado aproximado de la costa este de la isla.

## Islas
| Mapa | Número en el mapa | Isla                               | Coordenadas                        |
| ---- | ----------------- | ---------------------------------- | ---------------------------------- |
|      | 2                 | James Ross                         | 64°10′S 57°45′O / -64.167, -57.750 |
| 6    | Cerro Nevado      | 64°28′S 57°12′O / -64.467, -57.200 |                                    |
| 7    | Vega              | 63°50′S 57°25′O / -63.833, -57.417 |                                    |
| 8    | Marambio/Seymour  | 64°14′S 56°37′O / -64.233, -56.617 |                                    |
| 11   | Lockyer           | 64°27′S 57°36′O / -64.450, -57.600 |                                    |

Otras islas menores son: Carlson, Cockburn, Persson, Humps/Giboso, del Diablo y roca Solitaria. Argentina también incluye a la cercana isla Larga.

## Reclamaciones territoriales
Argentina incluye a las islas en el departamento Antártida Argentina dentro de la provincia de Tierra del Fuego, Antártida e Islas del Atlántico Sur; para Chile forma parte de la comuna Antártica de la provincia Antártica Chilena dentro de la Región de Magallanes y de la Antártica Chilena; y para el Reino Unido integra el Territorio Antártico Británico. Las tres reclamaciones están sujetas a las disposiciones del Tratado Antártico.
Nomenclatura de los países reclamantes:
- Argentina: grupo de la isla James Ross[1][8]
- Chile: grupo de la isla Ross[9]
- Reino Unido: James Ross Island group[9]